# 角田航也
角田 航也（すみだ こうや、1972年（昭和47年）6月10日 - ）は、日本の政治家。滋賀県米原市長（1期）。元滋賀県議会議員（3期）。

## 来歴
滋賀県坂田郡近江町飯（現・米原市）出身。近江町立坂田小学校、近江町立双葉中学校、滋賀県立彦根東高等学校を経て、慶應義塾大学法学部法律学科（平良木登規男研究会：刑法・刑事訴訟法ゼミ）を卒業する。
卒業後は学習塾に勤務し、衆議院議員秘書となる。
2015年の滋賀県議会議員選挙にチームしが公認で立候補し、初当選。2019年に再選。2023年に三選した。
県議時代は県民生活・土木交通常任委員会副委員長、スポーツ振興対策特別委員会委員長、環境・農水常任委員会委員長、地方創生・DX推進対策特別委員会委員長、関西広域連合議会議員を務めた。
2024年米原市長平尾道雄が衆議院議員総選挙に立候補するため、10月に市長を辞職。11月に市長選挙が行われることとなり、角田は市長選挙に立候補するため、10月11日をもって滋賀県議を辞職。11月3日告示の米原市長選挙に立候補したが、候補者が角田一人のため、無投票で当選した。

## その他
資格は行政書士、宅地建物取扱主任者、競売不動産取扱主任者を取得。
趣味は史跡めぐり、ドライブ、スキー、サイクリング。